# Wola Wągrodzka (gmina)
Wola Wągrodzka (do 1952 Wągrodno; od 1973 Prażmów) – dawna gmina wiejska istniejąca w latach 1952–1954 w woj. warszawskim (dzisiejsze woj. mazowieckie). Siedzibą gminy była Wola Wągrodzka.
Gmina została utworzona 1 lipca 1952 roku w woj. warszawskim, w nowo powstałym powiecie piaseczyńskim, po przemianowaniu zredukowanej obszarowo gminy Wągrodno na gmina Wola Wągrodzka. 
W dniu powołania gmina składała się z 23 gromad:  Biały Ług, Błonie, Chosna, Dobrzenica, Jaroszowa Wola, Jeziórko, Kamionka, Kędzierówka, Koryta, Krępa, Krupia Wólka, Ludwików, Piskórka, Prażmowska Wola, Prażmowska Wola Nowa, Prażmów Nowy, Ustanów, Uwieliny, Wągrodno, Wągrodno Nowe, Wola Wągrodzka i Zawodne.
Gmina została zniesiona 29 września 1954 roku wraz z reformą wprowadzającą gromady w miejsce gmin. Jednostka została przywrócona 1 stycznia 1973 roku po reaktywowaniu gmin w miejsce gromad, lecz pod nazwą gmina Prażmów, z siedzibą w Woli Prażmowskiej.